# ناني (ممثل)
ناني هو منتج أفلام ومقدم برامج إذاعية ومخرج مساعد وممثل هندي، ولد في 24 فبراير 1984 بحيدر آباد في الهند.

## وصلات خارجية
- ناني على موقع IMDb (الإنجليزية)
- ناني على موقع ميوزك برينز (الإنجليزية)
- ناني على موقع قاعدة بيانات الفيلم (الإنجليزية)